# Senran Kagura Shinovi Versus
A Senran Kagura Shinovi Versus (閃乱カグラ SHINOVI VERSUS -少女達の証明-; Hepburn: Senran Kagura Shinovi Versus: Shōjo-tachi no Shōmei) a Senran Kagura sorozat harmadik videójátéka, a Senran Kagura Burst utódja. A játék cselekménye párbajozó sinobiiskolák női nindzsacsapatai körül forog. A játék 2013. február 28-án jelent meg Japánban, 2014. október 14-én Észak-Amerikában és 2014. október 15-én Európában, kizárólag PlayStation Vita kézikonzolra. 2015 októberében a Microsoft Windows-verziót is bejelentették.

## Cselekmény
A Shinovi Versus a Senran Kagura Burst történetét viszi tovább, felelevenítve a Hanzó Nemzeti Akadémia és a rivális Hebidzso Titkos Lányakadémia nindzsái közötti konfliktust, miközben egy harmadik frakciót, a Gesszen Lányakadémiát is bemutatja. A játék története szerint minden nindzsaiskola részt vesz a „Shinobi Battle Royale” elnevezésű versenyen egy másik iskolával, melynek során az egyik iskola csapata megtámadja a másikat. A támadóknak le kell győzniük az összes ellenfélt, ha ez sikerül nekik, akkor kiérdemlik a megtámadott iskola porig égetésének jogát. A játéktermi mód alatt a játék feltárja a játékos által irányított adott nindzsaszereplő háttértörténetét. A Shinovi Versus lehetőséget ad a játékosnak, hogy négy különböző szemszögből tapasztalja meg a játék történetét.

## Játékmenet
A játék egyjátékos módjában egy 20 szereplőből álló szereplőgárda van, 10 az eredeti játékból, valamint 10 új. Az új játszható szereplők a történet Gesszen Lányakadémiájából és Hebidzso Titkos Lányakadémiájából vannak. A játék különböző, a játékos szereplője által használható fegyvert, így például hatalmas palacsintákat tartalmaz, és a támadásoknak vannak gyengébb és erősebb változatai is. A játék mindhárom iskolájának történetszálának befejezése után a játékos hozzáférést kap Homura „karmazsin osztagához”, ami egy a Homura Senran Kagura Burstben megtalálható csapatából álló játszható szereplőcsoport.
A játékban egy online többjátékos mód is van, melyben négy játékos mérkőzhet meg egymás ellen, illetve van egy kettő a kettő elleni online mód is, melyben két, két játékosból álló csapat játszhat egymás ellen. A kompetitív többjátékos mód a játékosokat azzal a feladattal bízza meg, hogy a égből aláhulló bugyikat gyűjtsenek be.

## Fejlesztés
A játékot háromdimenziós perspektívába fejlesztették, és a játszható nindzsáinak választékát 26 szereplőre növelték. A lokalizált kiadás megtartotta az eredeti japán szinkronhangokat, melyeket angol nyelvű felirattal kísérnek. A nyugati kiadásból egy korlátozott példányszámú dobozos változat is megjelent „Let’s Get Physical” néven, mely a játék mellett egy koncepcióképeket és stratégiai útmutatókat tartalmazó 144 oldalas könyvet és egy 39 zeneszámot tartalmazó CD-t is mellékeltek egy gyűjtői dobozba csomagolva.

## Fogadtatás
| Összegzőoldal | Értékelés |
| ------------- | --------- |
| GameRankings  | 69%       |
| Metacritic    | 67/100    |

| Szerző         | Értékelés |
| -------------- | --------- |
| Destructoid    | 8/10      |
| Hardcore Gamer | 3,5/5     |
| Niche Gamer    | 9/10      |
| Cinema Blend   | [ 14 ]    |

A játék általánosságban megosztó és pozitív értékeléseket kapott. A GameRankings és Metacritic összesítő gyűjtőoldalakon a játék 69,29%-on áll 17, illetve 67/100-as pontszámon 11 teszt alapján.
Brittany Vincent a Destructoid szaklaptól azt írta, hogy a játék „nagyszerűen néz ki és nagyszerű szórakozás” és „bőséges hack and slash jóságot tartogat”. A Niche Gamer munkatársai szerint a játék harcrendszere és története is élvezhető, és a játék még annak ellenére is szórakoztató marad, hogy a játékmenete repetitívvé válik. A Hardcore Gamer arra figyelmeztette olvasóit, hogy a játék a szexisége miatt „nem mindenkinek való”, s ugyan a kamerakezelést problémásnak vélték, azonban elismerték a játék varázsát. A Cinema Blend szerint a játékkal „érdemes játszani”, és azt írták, hogy a játék egy „kompetens hack-and-slash brawler” sok tartalommal és történettel, aminek a játékmenete megkövetel némi stratégiát.
A játékból Japánban 94 324 dobozos példány kelt el megjelenésének hetében, ezzel 120 000 példányra növelve az eladásokat a digitális eladásokkal együtt. A játék a 2013-as év harmadik legkelendőbb digitális Vita-játéka és összességében az ötödik legkelendőbb digitális játéka volt a japán PlayStation Networkön.